# Агіш-бей
Агіш-бей (д/н — 1524) — 14-й бій Ногайської орди у 1521—1524 роках. Вів запеклі війни з Кримським ханством.

## Життєпис
Син Ямгурчі, бея Ногайської орди. За часів панування батька очолював мангитські улуси. 1504 року після смерті Ямгурчі влада над мангитами була передана Алчагіру, стриєчному братові Агіша.
У 1509 році в союзі з 41 ногайським мурзою виступив Крим. Приєднався до походу астраханський хан Абд ал-Керім. Втім ще при переправі через Волгу на них напав кримський калга Мехмед Ґерай, що завдав ногайцям нищівної поразки. За деякими відомостями Агіш потрапив у полон, звідки звільнений за викуп.
1521 року казахський хан Касим завдав поразки ногайському бею Шейх-Мухаммеду, захопивши столицю Сарайчик. Але того ж року Касим помер. Цим скористався Агіш для захоплення влади в Ногайській орді. Втім вимушений був рахуватися з мангитськими мурзами і своїми стриєчними братами Мамаєм і Саїд-Ахмадом та Джан-Мухаммедом-мурзою, сином Алчагіра.
1523 році невдовзі після захоплення Астрахані кримським ханом Мехмедом I Ґераєм вступив з мангитськими мурзами в змову проти нього (можливо підбурений Москвою). В результаті було вбито кримського хана та його сина Бахадир Ґерая, астраханського хана. За цих Шейх-Гайдар на чолі ногаїв і мангитів вдерся й сплюндрував Крим.
Водночас вступив у конфлікт з Мамай-мурзою. що став надто потужним. З огляду на цей Агіш-бей уклав союз з новим астраханським хайном Хусейном. Останньому вдалося завдати поразки Мамаю, що відступив до Тюмена на Тереку.
Разом з тим Агіш-бей продовжив політику, спрямовану на підкорення Кримського ханства. У лютому 1524 року відправив посольство до короля Польського і великого князя Литовського Сигізмунда I з проханням передати йому колишнього хана Великої Орди Шейх-Ахмада. Натомість обіцяв вдруге сплюндрувати Кримський півострів, а землі між Очаковим і Іслам-Керменем передати королю. Планувалося відродити Велику Орду, де буде фактично панувати Агіш-бей.
Втім кримський хан Саадет I Ґерай почав війну з Сигізмундом I, Мамай-мірза розпочав перемовини з Москвою про спільні дії проти Агіша. Невдовзі колишній казанський хан Сахіб Ґерай під час повернення до Криму атакував ставку Агіш-бея, який зазнав поразки й загинув. Влада перейшла до Саїд-Ахмад-бея.